# Liste der Biografien/Pio
Liste der Biografien |
Portal Biografien |
Personensuche
# |
A |
B |
C |
D |
E |
F |
G |
H |
I |
J |
K |
L |
M |
N |
O |
P |
Q |
R |
S |
T |
U |
V |
W |
X |
Y |
Z |
?
 
Pa |
Pc |
Pe |
Pf |
Ph |
Pi |
Pj |
Pk |
Pl |
Pm |
Pn |
Po |
Pr |
Ps |
Pt |
Pu |
Pv |
Pw |
Py
 
Pia |
Pib |
Pic |
Pid |
Pie |
Pif |
Pig |
Pih |
Pii |
Pij |
Pik |
Pil |
Pim |
Pin |
Pio |
Pip |
Piq |
Pir |
Pis |
Pit |
Piu |
Piv |
Piw |
Pix |
Piy |
Piz
Die Liste der Biografien führt alle Personen auf, die in der deutschsprachigen Wikipedia einen Artikel haben. Dieses ist eine Teilliste mit 110 Einträgen von Personen, deren Namen mit den Buchstaben „Pio“ beginnt.

## Pio
- Pio di Savoia, Carlo der Jüngere (1622–1689), italienischer Kardinal und Bischof
- Pio di Savoia, Carlo Emmanuele (1585–1641), Kardinal der römisch-katholischen Kirche
- Pio von Pietrelcina (1887–1968), italienischer Ordenspriester, Kapuziner, HeiligerPio von Pietrelcina (1887–1968)

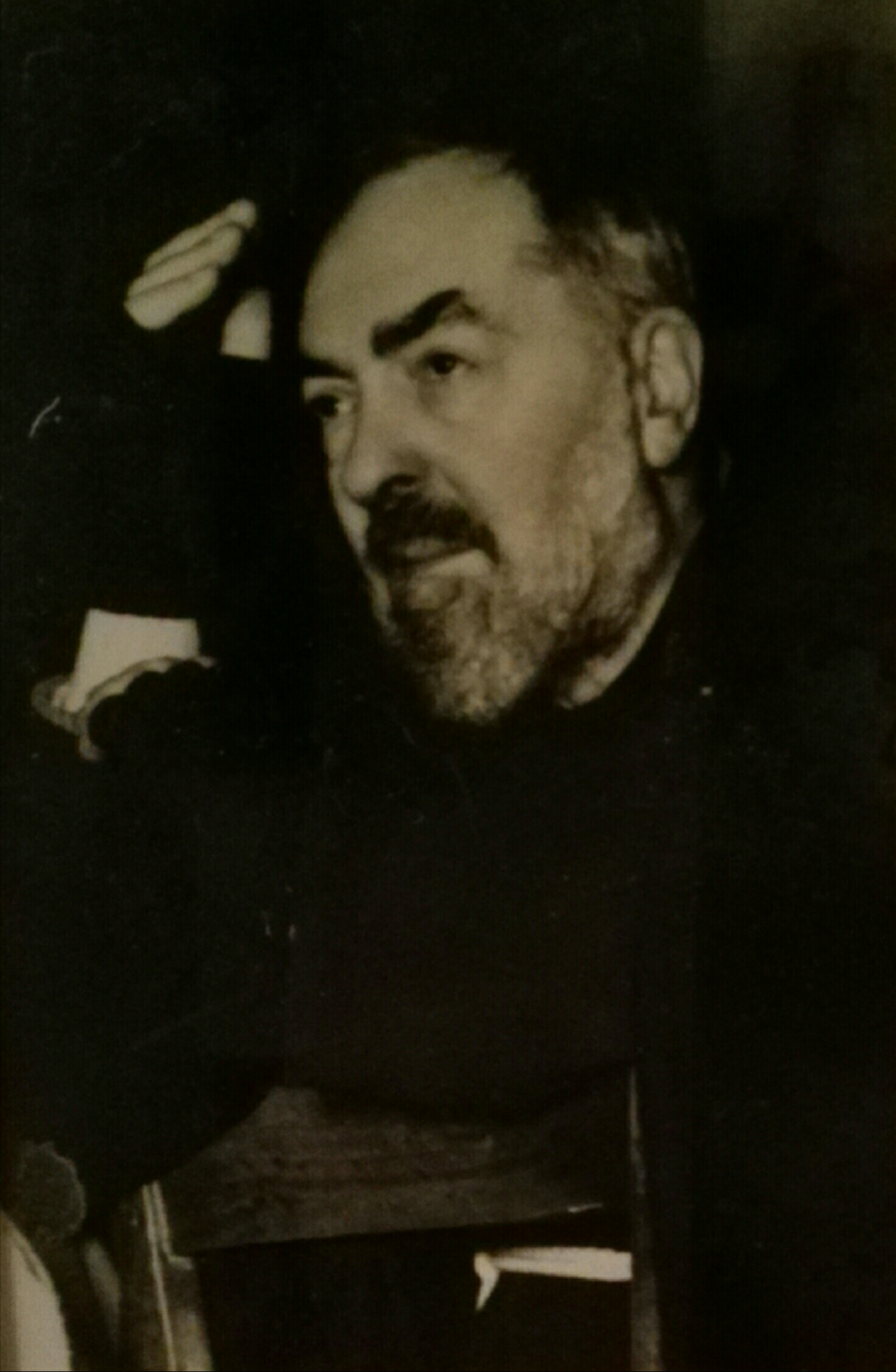
Pio von Pietrelcina (1887–1968)

- Pio, Berardo (* 1966), italienischer Historiker
- Pio, Louis (1841–1894), dänischer Sozialistenführer und Begründer der Arbeiterbewegung in Dänemark
- Pio, Rodolfo (1500–1564), italienischer Geistlicher, Kardinal der katholischen Kirche

### Pioc
- Pioch, Dieter, deutscher Kanusportler
- Pioch, Zygmunt (* 1939), polnischer Schachspieler

### Piod
- Pioda, Alfredo (1848–1909), Schweizer Philosoph, Jurist und Politiker
- Pioda, Giovan Battista (1786–1845), Schweizer Militär, Politiker, Tessiner Grossrat und Staatsrat
- Pioda, Giovanni Battista (1808–1882), Schweizer Diplomat, Politiker, Tessiner Nationalrat, Staatsrat und Bundesrat
- Pioda, Giovanni Battista (1850–1914), Schweizer Diplomat
- Pioda, Giuseppe (1810–1856), Schweizer Architekt und Ingenieur
- Pioda, Luigi (1813–1887), Schweizer Anwalt, Richter, Diplomat, Politiker und Staatsrat
- Pioda, Paolo (1818–1892), Schweizer Hochschullehrer und Forscher

### Piol
- Piola, Domenico (1627–1703), italienischer Maler
- Piola, Gabrio (1794–1850), italienischer Mathematiker
- Piola, Michel (* 1958), Schweizer Alpinist und Sportkletterer
- Piola, Paolo Gerolamo (1666–1724), italienischer Maler
- Piola, Pellegro (1617–1640), italienischer Maler
- Piola, Silvio (1913–1996), italienischer Fußballspieler
- Piola, Vittorio (1921–1993), italienischer Geistlicher, römisch-katholischer Bischof von Biella
- Piolanti, Antonio (1911–2001), italienischer Geistlicher, Hochschullehrer und Universitätspräsident
- Pioli, Stefano (* 1965), italienischer Fußballspieler und -trainerStefano Pioli (* 1965)

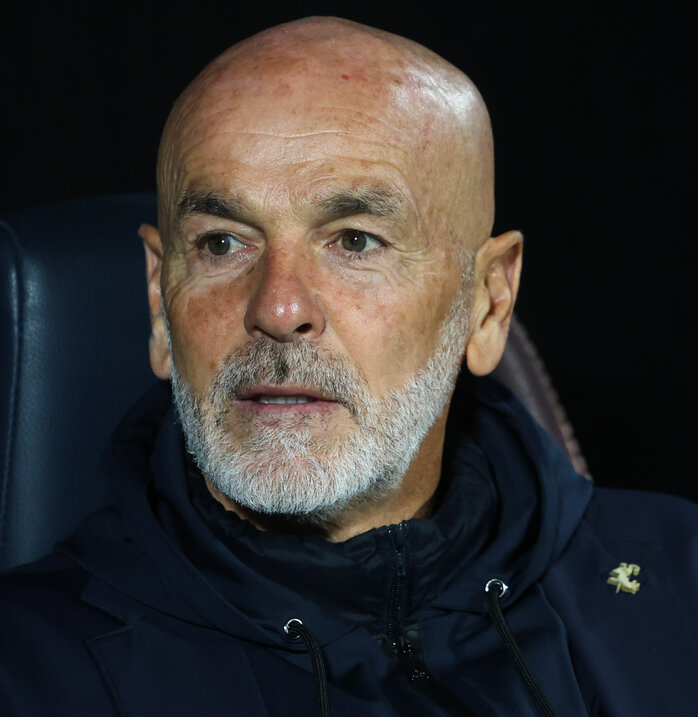
Stefano Pioli (* 1965)

- Pioline, Boris (* 1972), französischer Physiker
- Pioline, Cédric (* 1969), französischer Tennisspieler
- Piolle, Éric (* 1973), französischer Politiker
- Piollet, Marc (* 1962), französischer Dirigent

### Piom
- Piombo, Sebastiano del († 1547), italienischer Maler
- Piomelli, Daniele (* 1958), italienisch-US-amerikanischer Neurowissenschaftler

### Pion
- Piong, Cornelius (* 1949), malaysischer Geistlicher und Bischof von Keningau
- Pionius († 250), christlicher Märtyrer und Heiliger
- Pionk, Neal (* 1995), US-amerikanischer Eishockeyspieler
- Pionnier, Laurent (* 1982), französischer Fußballtorhüter
- Piontek, Anna-Maria (* 1921), deutsche Politikerin
- Piontek, Ferdinand (1878–1963), Kapitularvikar von Breslau und Titularbischof von Barca
- Piontek, Gerhard (* 1939), deutscher Politiker (SPD), Oberbürgermeister der Stadt Kaiserslautern (1989–1999)
- Piontek, Günter Gianni (1929–2024), Schweizer Bildhauer, Diplomkaufmann und Volkswirt
- Piontek, Hans (1876–1930), deutscher Beamter
- Piontek, Hartmut (* 1953), deutscher Fußballspieler (DDR)
- Piontek, Heinz (1925–2003), deutscher Schriftsteller
- Piontek, Josef (* 1940), deutscher Fußballtrainer und -spielerJosef Piontek (* 1940)

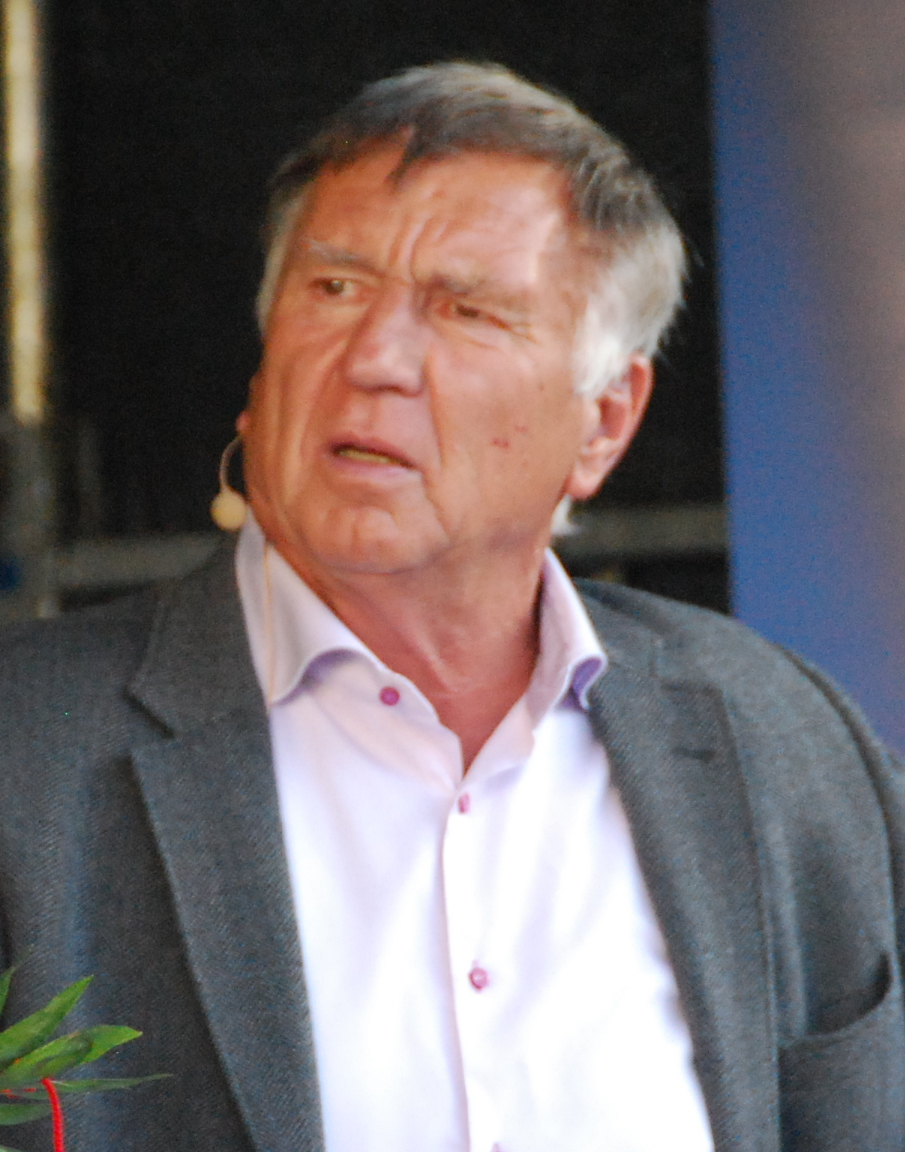
Josef Piontek (* 1940)

- Piontek, Klaus (1935–1998), deutscher Schauspieler
- Piontek, Leonard (1913–1967), polnischer Fußballspieler
- Piontek, Magnus, deutscher Opern-, Lied- und Konzertsänger (Bass)
- Piontek, Maitreyi D. (* 1957), Schweizer Autorin und spirituelle Lehrerin
- Piontek, Manfred (1934–2008), deutscher Fußballspieler
- Piontek, Sascha (* 1973), deutscher Jurist, Richter am Bundesgerichtshof
- Piontek, Timo (* 1992), deutscher Ruderer
- Piontek, Uwe (1942–1998), deutscher Fußballfunktionär
- Piontek, Werner (1920–1998), deutscher Schauspieler und Synchronsprecher
- Piontkowski, Andrei Andrejewitsch (* 1940), russischer Wissenschaftler, politischer Schriftsteller und Kommentator
- Piontkowski, Gabriela (* 1968), deutsche Politikerin (CDU), Mitglied der Bremischen Bürgerschaft

### Piop
- Pioppo, Piero (* 1960), italienischer Geistlicher, römisch-katholischer Erzbischof und Diplomat

### Pior
- Piore, Emanuel (1908–2000), belarussisch-US-amerikanischer Physiker und Forschungsmanager
- Piorkowski, Alexander (1904–1948), deutscher KZ-KommandantAlexander Piorkowski (1904–1948)

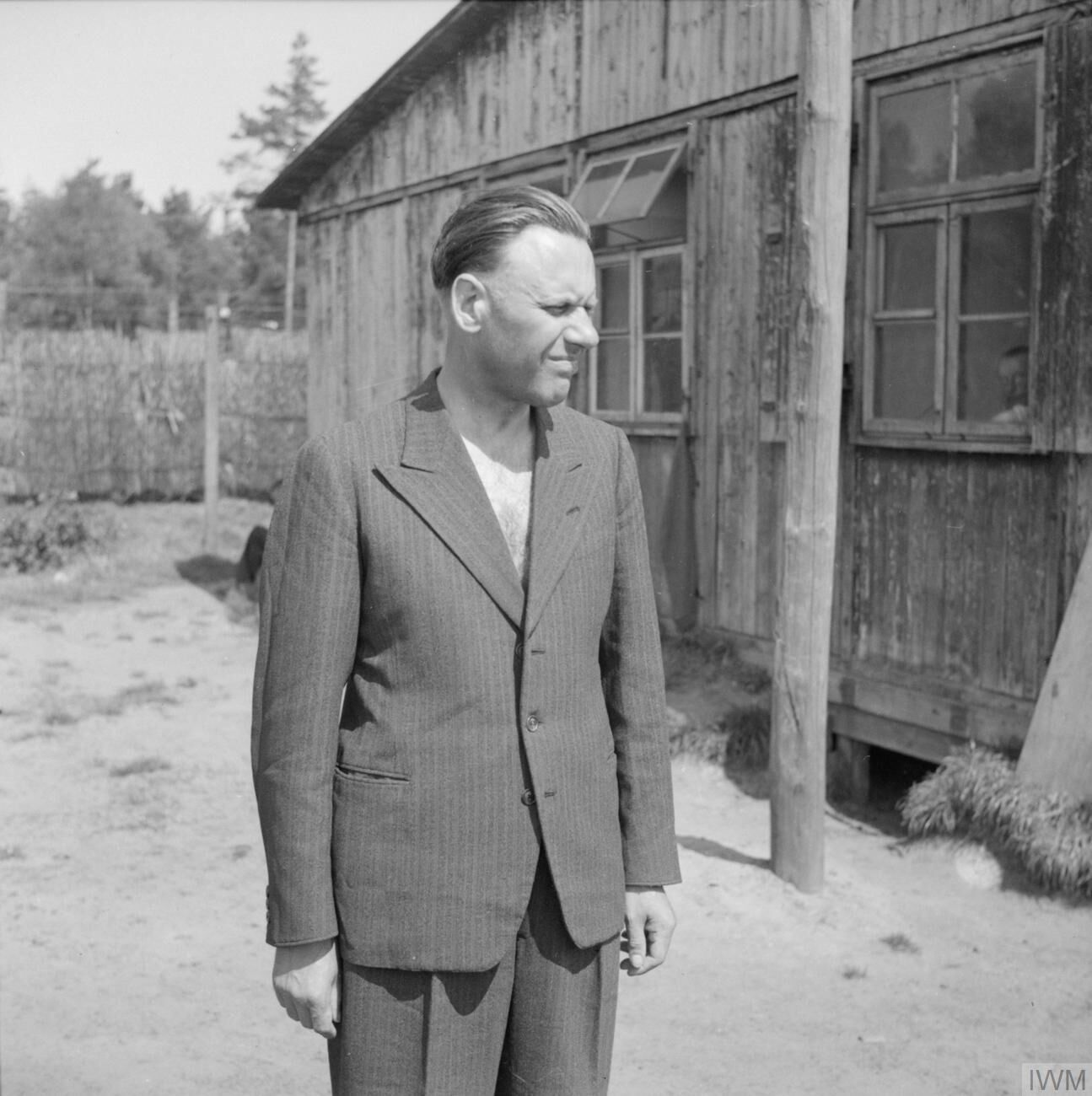
Alexander Piorkowski (1904–1948)

- Piorkowski, Curt (1888–1939), deutscher Psychologe
- Piorkowsky, Michael-Burkhard (* 1947), deutscher Wirtschaftswissenschaftler und Hochschullehrer
- Piorr, Ralf (* 1966), deutscher Publizist
- Piorry, Pierre Adolphe (1794–1879), französischer Arzt und Dichter
- Piorun, Kacper (* 1991), polnischer Schachspieler

### Pios
- Piosasque de Non, Joseph (1681–1776), bayrischer Offizier, Diplomat und Botschafter
- Piossek, Marcus (* 1989), deutsch-polnischer Fußballspieler

### Piot
- Piot, Christian (* 1947), belgischer Fußballtorhüter
- Piot, Georges (1896–1980), französischer Ruderer
- Piot, Jean (1890–1961), französischer Fechter und zweifacher Olympiasieger
- Piot, Jean-François (1938–1980), französischer Autorennfahrer
- Piot, Jennifer (* 1992), französische Skirennläuferin
- Piot, Kléber (1920–1990), französischer Radrennfahrer
- Piot, Maurice (1912–1996), französischer Säbelfechter
- Piot, Peter (* 1949), belgischer Mikrobiologe und Direktor von UNAIDS
- Piotraschke, Renate (* 1959), deutsche Wasserspringerin
- Piotrowicz, Filip (* 1996), polnischer Schauspieler
- Piotrowska, Aleksandra (* 2004), polnische Leichtathletin
- Piotrowska, Dorota (* 1984), polnische Jazzmusikerin (Schlagzeug, Komposition)
- Piotrowska, Teresa (* 1955), polnische Politikerin, Mitglied des Sejm
- Piotrowski, Adrian Iwanowitsch (1898–1937), russisch-sowjetischer Dramaturge, Übersetzer, Philologe und Dramatiker, Literatur- und Theaterkritiker, sowie Drehbuchautor
- Piotrowski, Andrzej (* 1969), polnischer Skilangläufer
- Piotrowski, Antoni (1853–1924), polnischer Maler und Zeichner
- Piotrowski, Boris Borissowitsch (1908–1990), russischer Archäologe und Direktor der Eremitage in Leningrad
- Piotrowski, Gustav von (1833–1884), österreichisch-polnischer Physiologe
- Piotrowski, Irene (1941–2020), kanadische Sprinterin litauischer Herkunft
- Piotrowski, Jakub (* 1997), polnischer Fußballspieler
- Piotrowski, Jan (* 1953), polnischer Geistlicher, römisch-katholischer Bischof von Kielce
- Piotrowski, John L. (* 1934), US-amerikanischer Offizier, General der US Air Force
- Piotrowski, Kathrin (* 1980), deutsche Badmintonspielerin
- Piotrowski, Leszek (1938–2010), polnischer Jurist und Politiker, Mitglied des Sejm
- Piotrowski, Maksymilian Antoni (1813–1875), polnischer Maler und Hochschullehrer
- Piotrowski, Marek (* 1959), polnischer Basketballtrainer
- Piotrowski, Michail Borissowitsch (* 1944), russischer Museumsleiter, Direktor der Eremitage in Sankt Petersburg (seit 1992)
- Piotrowski, Michał (* 1981), polnischer Eishockeyspieler
- Piotrowski, Mirosław (* 1966), polnischer Politiker, MdEP
- Piotrowski, Raimund Genrichowitsch (1922–2009), russischer Sprachwissenschaftler und mathematischer Linguist
- Piotrowski, Rufin (1806–1872), polnischer politischer Aktivist
- Piotrowski, Sebastian (* 1990), deutsch-polnischer Fußballspieler
- Piotrowski, Werner (1932–2019), deutscher Manager
- Piotrowski, Zygmunt A. (1904–1985), polnisch-amerikanischer Psychologe
- Piotti, Luigi (1913–1971), italienischer Automobilrennfahrer

### Piov
- Piovaccari, Federico (* 1984), italienischer Fußballspieler
- Piovan, Alessia (* 1985), italienisches Model und Schauspielerin
- Piovanelli, Silvano (1924–2016), italienischer Geistlicher, Erzbischof von Florenz und Kardinal
- Piovanetti, Francesco (* 1975), puerto-ricanischer Investmentbanker und Autorennfahrer
- Piovani, Maurizio (* 1957), italienischer Radrennfahrer
- Piovani, Nicola (* 1946), italienischer Komponist, Arrangeur und DirigentNicola Piovani (* 1946)

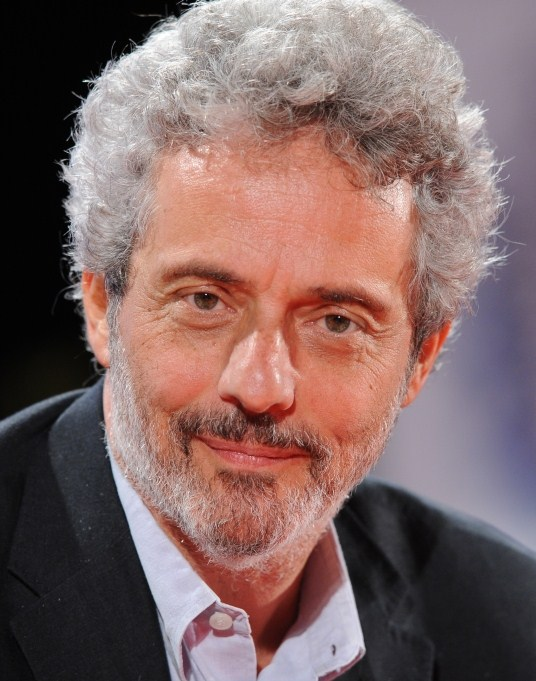
Nicola Piovani (* 1946)

- Piovani, Pietro (1922–1980), italienischer Philosoph und Hochschullehrer
- Piovano, Emanuela (* 1959), italienische Dokumentarfilmerin und Filmregisseurin
- Piovene, Agostino (1671–1733), venezianischer Dichter und Opernlibrettist des Barocks
- Piovesana, Lubjana (* 1997), britisch-österreichische Judoka

### Piow
- Piow, Teh Hong (1930–2022), malaysischer Unternehmer
- Piowaty, Rudolf (1900–1978), tschechoslowakischer Schwimmer jüdischer Herkunft